# 臭化チオニル
臭化チオニル（しゅうかチオニル、英: thionyl bromide）は、化学式SOBr2で表される無機化合物。本物質のアナログである塩化チオニルより安定しており、幅広く使用される。強酸が弱酸に変換される特徴的反応により、塩化チオニルに臭化水素を作用させて得られる。
{\displaystyle {\ce {SOCl2\ + 2HBr -> SOBr2\ + 2HCl}}}
臭化チオニルは、α,β-不飽和カルボニル化合物の臭素化や、アルコールの臭化アルキルへの変換に用いられる。容易に加水分解し、二酸化硫黄と臭化水素を生じる。
{\displaystyle {\ce {SOBr2\ + H2O -> SO2\ + 2HBr}}}

## 安全性
加水分解により、有毒な臭化水素を生じる。また、アセトンとの反応により催涙性のあるガスを生じる。